# Der schwarze Bumerang
Der schwarze Bumerang ist ein Abenteuervierteiler, der vom ZDF im Jahr 1982 produziert wurde und im Adventsprogramm desselben Jahres ausgestrahlt wurde.

## Handlung
Professor Peter Lester ist Biochemiker in München. Dort wohnt er mit seiner Frau und dem 15-jährigen Sohn Michael. Als er in Australien im Auftrag eines Chemiekartells seine innovative Substanz Lestron produzieren soll, ziehen die Lesters dorthin. Doch zu spät merken sie, dass Peter Opfer einer Intrige wurde und zwischen die Fronten eines mörderischen internationalen Konkurrenzkampfes geraten ist. Michael, sein Sohn, verschwindet aus dem schwerbewachten Forschungscamp mitten im australischen Busch. Er hatte seinen Hund in München zurücklassen müssen, und als er in der Wildnis einen Dingo sieht, glaubt er in diesem Hund seine Ranka wiederzuerkennen. Er verlässt heimlich das Lager und verläuft sich in der Ödnis.
Michael wird von Aborigines gefunden und erfährt ein Überlebenstraining. Auch führen die australischen Ureinwohner ihn in ihre mystischen Riten ein. Zur selben Zeit versucht das kriminelle Kartell an die Formel von Lestron heranzukommen. Professor Lester und seine Frau versuchen ihrerseits zu fliehen, um ihren Sohn wiederzufinden. Nachdem ihr Sohn von einem Ranger zu ihnen zurückgebracht wird, fliehen sie gemeinsam. Doch im Versteck wird auf Lesters Frau geschossen, der Professor springt jedoch davor und wird schwer am Kopf verletzt. Im Krankenhaus wird eine selektive Amnesie diagnostiziert. Seine Frau wirft schließlich das bereits entwickelte Lestron in den Ausguss, wodurch die Gefahr gebannt wird.

## Sonstiges
- Um sich die Unterstützung des australischen Co-Partners zu erhalten, musste Autor Rüdiger Bahr den Plot des Filmes innerhalb kürzester Zeit umschreiben. Er hatte zu gut recherchiert und im Film eigentlich die Rohstoffausbeutung und die damit einhergehende Unterdrückung der australischen Ureinwohner durch japanische Firmen eingebaut. Da diese jedoch Hauptsponsoren im kommerziellen australischen Fernsehen sind, hätte die Anprangerung japanischer Geschäftspraktiken möglicherweise zu schwerwiegenden Verlusten bei Werbeeinnahmen geführt.

Der Plot des deutschen Hörspiels nimmt darauf jedoch keine Rücksicht: Die Ausbeutung der Ureinwohner durch das japanische Unternehmen wird explizit genannt und die rücksichtslose Vorgehensweise, beispielsweise durch Überschreitung der Schürfkontingente geschildert. Der Abbau findet darüber hinaus sogar in einem heiligen Berg der Ureinwohner statt.
- Rüdiger Bahr, der das Drehbuch schrieb, ist auch die deutsche Synchronstimme von „Al Bundy“-Darsteller Ed O’Neill und war bei früheren Vierteilern bereits in der Hauptrolle zu sehen (Lockruf des Goldes) oder als Erzähler zu hören (Zwei Jahre Ferien).

## Hörspieladaption
1982 veröffentlichte das Schallplattenlabel maritim aus dem Hause Gruner + Jahr eine dreiteilige Hörspieladaption der Romanvorlage Rüdiger Bahrs. Die Hörspielfassung schrieb Rolf Bohn, Regie und Produktion übernahmen Konrad Halver und Sibylle Bohn-Halver. Den Professor Lester sprach hierbei Rolf Jülich, seine Ehefrau Helen Sibylle Bohn, den Sohn Michael Konrad Halver. In weiteren Rollen waren Manfred Schermutzki, Claus Wagener, Michael Weckler und Gerlach Fiedler zu hören.